# Липиці
Липи́ці — село в Україні, у Стрийському районі Львівської області. Населення становить 197 осіб. Орган місцевого самоврядування - Миколаївська міська рада.
До складу населеного пункту належить хутір Малі Липиці, що за 2,8 км на схід від центру села.
В цьому селі народився Ігор Возьняк, архієпископ Львівський з 2005 року.

## Населення

### Мова
Розподіл населення за рідною мовою за даними перепису 2001 року:
| Мова       | Кількість | Відсоток |
| ---------- | --------- | -------- |
| українська | 257       | 100%     |